# Prusinowo, Hạt Łobez
Prusinowo [pruɕiˈnɔvɔ] (tiếng Đức: Prütznow) là một ngôi làng thuộc khu hành chính của Gmina obez, thuộc quận Łobez, West Pomeranian Voivodeship, ở phía tây bắc Ba Lan.
Nó nằm khoảng 6 kilômét (4 mi)   phía bắc obez và 74 km (46 mi) về phía đông bắc của thủ đô khu vực Szczecin.